# موزه سنجش
موزهٔ سنجش در شهر تبریز در فضای خانهٔ سلماسی تأسیس شده‌است. این اثر به شماره ۱۸۶۲ در تاریخ ۱۵ اردیبهشت ۱۳۷۶ در فهرست آثار ملی کشور به ثبت رسیده‌است.
در این موزه انواع ابزار توزین مانند ترازوهای زرگری، قپان‌های بزرگ میادین بار، سنگ‌وزنه‌ها، پیمانه‌های نفتی، وسایل مربوط به علم نجوم مانند اسطرلاب، ابزارهای سنجش مربوط به علم هواشناسی، قطب‌نماها و ساعت‌های مربوط به سده‌های گذشته به نمایش گذاشته شده‌اند. همچنین یک تنهٔ درخت ۵ میلیون ساله متعلق به دوره پلیوسن از دوران زمین‌شناسی نوزیستی نیز در این موزه نگهداری می‌شود.

## طبقات
خانه سلماسی در محلهٔ مقصودیه شهر تبریز محل تأسیس موزهٔ سنجش است. این خانهٔ قدیمی در دورهٔ حکومت قاجاریان در سه ضلع حیاط (عرصه ۶۵۰ مترمربع) و در دو طبقه با زیربنای ۸۷۵ مترمربع بنا شده‌است:
- طبقهٔ زیرزمین ضلع شمالی که توسط پله‌ای به هشتی ورودی نیز متصل است، حوض‌خانه نامیده می‌شود. دیگر قسمت‌های زیرزمین شامل مطبخ انبار ارزاق و آب‌انبار است.
- طبقهٔ همکف دارای طنبی‌های اصلی و جانبی در اضلاع شمالی، شرقی و غربی با پنجره‌های اروسی است.

## معماری
بنا دارای تذهیب در کمد اتاق‌ها و شومینه‌ها و گچبری در سقف طنبی‌های شمالی و شرقی است. مصالح به‌کار رفته در بنا شامل سنگ و ساروج در پی‌ها است و دیواره‌های زیرزمین ترکیبی از سنگ و آجر (تفلیسی) و دیواره‌های همکف خشتی با روکش آجری است.

## نگارخانه

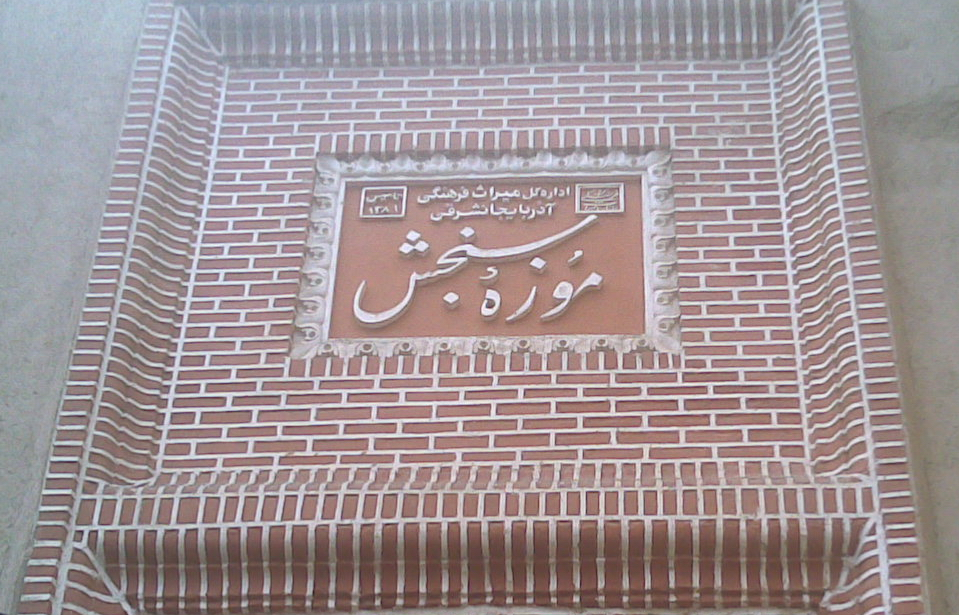
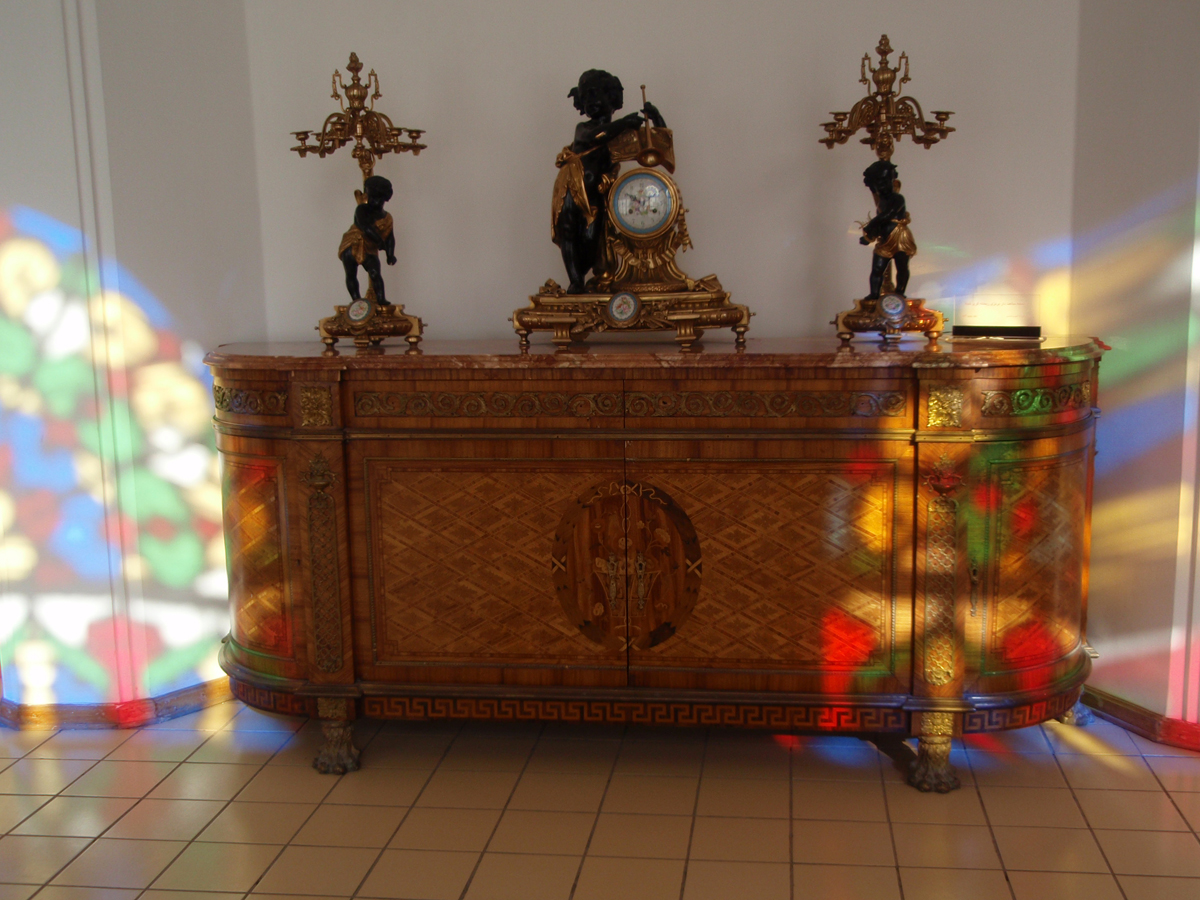
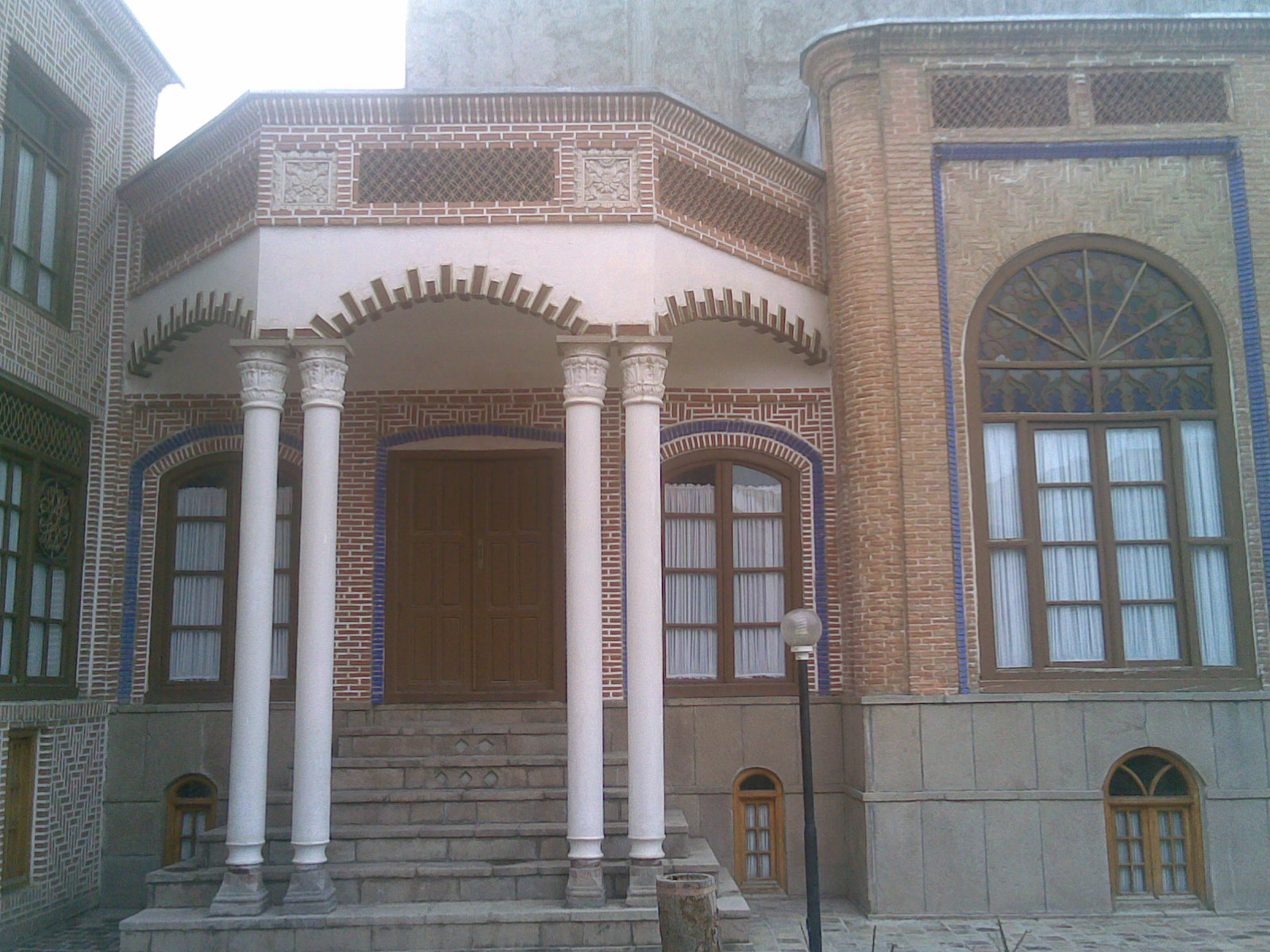
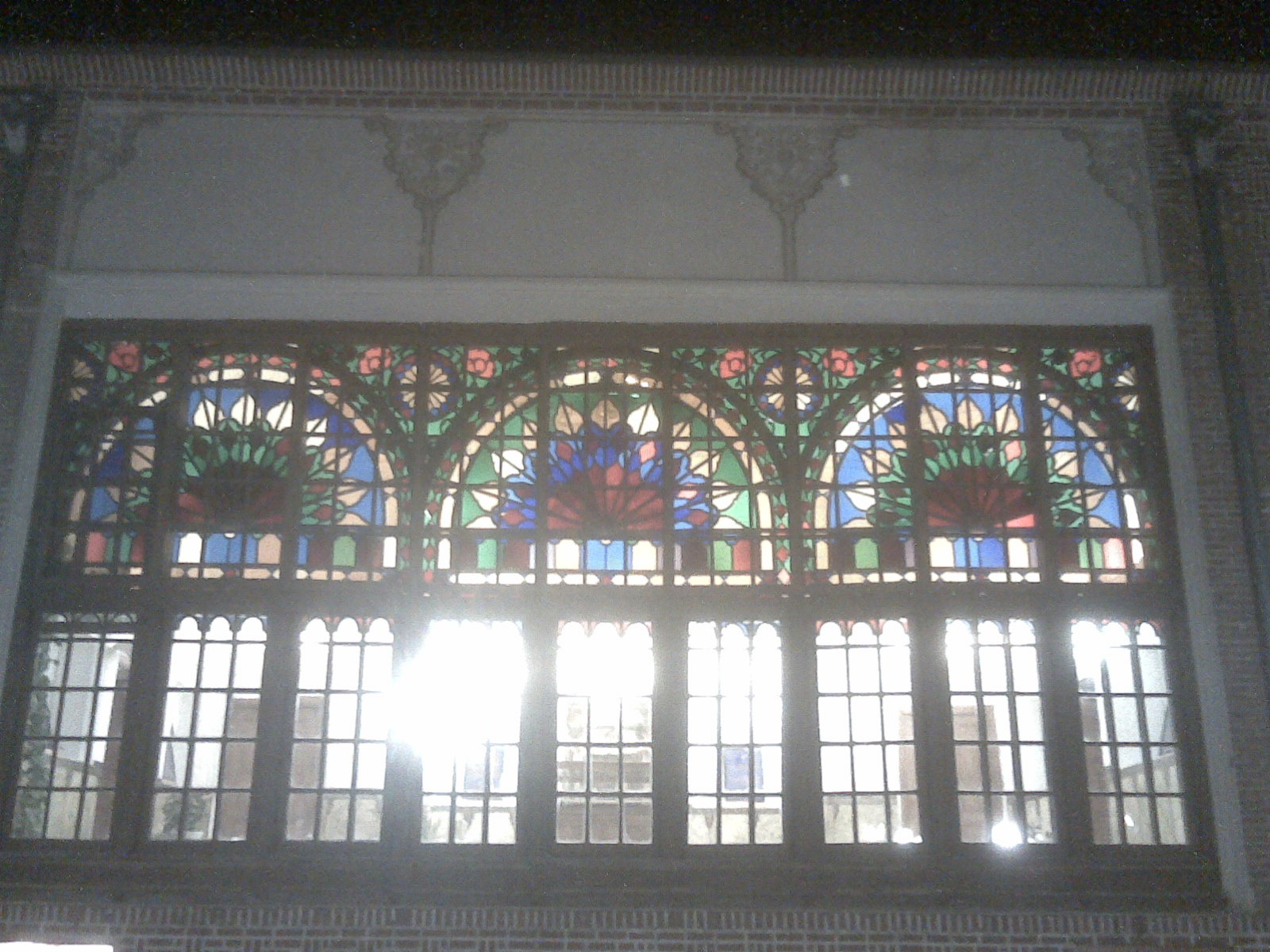